# Pandora's Box (discoteca)
Pandora's Box o La Caja de Pandora fue un bar LGBT en la ciudad de Guatemala, pionero en este tipo de espacios en el país. Fue inaugurado el 5 de junio de 1976. 

## Historia
El sitio fue inaugurado, de acuerdo con su fundador Manuel Hernández, el 5 de junio de 1976 poco tiempo después del terremoto de 1976 que azotó ese país. El sitio contaba en su primera época un escenario en donde se presentaban shows travestis y eventos como el primer concurso Miss Gay Guatemala 1973. En su primera época el ambiente del lugar estaba predominado por hombres gay, de hecho, se permitía la entrada a mujeres lesbianas sólo acompañadas de hombres.
El sitio logró sobrevivir a la inestablidad social de la Guerra civil de Guatemala y el golpe de Estado y gobierno de Efraín Ríos Montt. En la actualidad el bar lleva el nombre de Genetic Majestic Clubs.